# Amadeu Casas
Amadeu Casas Rovira (Barcelona, 10 de julio de 1954-Ib., 26 de diciembre de 2020) fue un músico, compositor, guitarrista y cantante de blues español.

## Trayectoria artística
Fue miembro fundador de los grupos Blues Reunion, Blues Messengers, Slide Company y Tandoori Lenoir.
Al margen de colaboraciones discográficas y diferentes proyectos en los que ha participado, Amadeu Casas cuenta con seis trabajos discográficos con temas propios, tanto instrumentales como en catalán, voz y guitarra: Blues a go-go, Estrictament Personal, Strollin' Band, Blue Machine, Matèria Orgànica y Lo Gaiter de la Muga.

## Discografía
- Blues a go-go (1997)
- Estrictament personal (2002)
- Strollin' band (2006)
- Blue machine (2008)
- Matèria orgànica - Con la colaboración especial de Tom Principato, Elena Gadel y Roger Mas y Matías Miguez al baix, Toni Pagès a la batería y Quico Pi de la Serra a la guitarra en el tema "Blaus".[4]
- Lo gaiter de la Muga - Amadeu Casas musica poemas de Carles Fages de Climent con Toni Pagès, Matías Míguez, Quico Pi de la Serra, Pascal Comelade, Enric Casasses, Pol Farell, Elena Gadel, Pep Pascual. (2013)
- Early Blues Moods - Amadeu Casas & Miriam Swanson. Grabado en directo (2015)
- Pocket Concerts - Amadeu Casas, August Tharrats & Nono Fernández – Grabado en directo (2015)
- The king is gone - Homenatge a BB King (2016)
- Set (2016) Recopilación de 17 temas.